# Saint-Pierre-Toirac
Saint-Pierre-Toirac ist eine französische Gemeinde mit 164 Einwohnern (Stand 1. Januar 2022) im Département Lot in der Region Okzitanien. Sie gehört zum Arrondissement Figeac und zum Kanton Causse et Vallées. 
Nachbargemeinden sind Béduer im Norden, Faycelles im Nordosten, Frontenac im Osten, Balaguier-d'Olt im Südosten, Larroque-Toirac im Südwesten und Carayac im Westen.

## Bevölkerungsentwicklung
| Jahr      | 1962 | 1968 | 1975 | 1982 | 1990 | 1999 | 2008 | 2016 |
| --------- | ---- | ---- | ---- | ---- | ---- | ---- | ---- | ---- |
| Einwohner | 170  | 171  | 160  | 155  | 145  | 121  | 143  | 149  |